# Valentine (Teksas)
Valentine je gradić u američkoj saveznoj državi Teksas. Prema popisu stanovništva iz 2010. u njemu je živjelo 134 stanovnika.